# Деляновци
Деля̀новци е село в Северна България, община Свищов, област Велико Търново.

## География
Село Деляновци се намира в средната част на Дунавската равнина, на около 22 km от река Дунав при град Белене, 25 – 26 km югозападно от град Свищов и 8 km северно от град Левски. Застроено е по полегатия западен склон на намиращо се източно от река Осъм възвишение. Склонът започва с високи откоси („Белите брегове“) над най-източния заблатен остатък от старото корито на реката – част от множеството стари, откъснати след корекцията ѝ нейни меандри в обширното ниско и равно място от Деляновци на запад до северните околности на село Българене. Разчлененията по високата част на възвишението създават впечатление за венец от залесени хълмове над селото. По склона източно над Деляновци се намира защитената местност „Мешо̀вата гора“ с площ около 6 ha (поземлен имот с кадастрален идентификатор 20630.102.28).
Общинският път през Деляновци на около 2 km на юг от селото прави връзка при моста над река Осъм с първокласния републикански път I-3, част от Европейски път Е83, а на изток в село Морава прави връзка с третокласния републикански път III-302, който на север от Морава води през селата Драгомирово и Българско Сливово към Свищов.
Надморската височина в центъра на селото е около 72 m, на изток нараства до около 100 – 115 m, а на запад намалява до около 55 – 60 m.
Селото е в климатичната област на България с умереноконтинентален климат.
Землището на село Деляновци граничи със землищата на: село Стежерово на север; село Морава на североизток и изток; село Козар Белене на югоизток и юг; село Малчика на юг и запад; село Българене на запад.
Населението на село Деляновци, наброявало 771 души към 1934 г., нараства до 829 души към 1946 г., след което постоянно намалява до 101 към 2022 г.
При преброяването на населението към 1 февруари 2011 г. от обща численост 150 лица, за 148 лица е посочена принадлежност към „българска“ етническа група и за 2 – „не отговорили“.
Поминъкът на населението е основно земеделие и животновъдство. Към 2019 г. в селото отглежданите култури са предимно пшеница, царевица, слънчоглед, рапица, ечемик. Ръж е отглеждана в миналото главно за получаване на „ръженѝца“, която е използвана за покриване на къщите, стопанските постройки, колибите в полето, както и за връзване на царевичака и за направа на рогозки. Лозарството в Деляновци е развито от векове. Отглеждат са сортовете Памид, Димят, Гъмза, Болгар, Отел, Белгийка. Зеленчуковото производство още от далечното минало е традиционен източник на препитание на населението поради благоприятстващото го наличие на водоизточник като река Осъм. За развитието на животновъдство благоприятства наличието на обширна мерà, пасища, ливади и гори. Отглеждат се крави, овце, кози, свине, както и птици – кокошки, гъски, патици, пуйки. За свои нужди малък брой стопани отглеждат пчели.

## История
Има основание да се приеме, че селото е съществувало през античността, при римското владичество и при идването на славяните, че изчезва и отново се заселва. Няма записи за името му от онези времена. Известно е под името Павликянско Парносово от 15 век и като Барносово – от 17 век. Така е отбелязано в турски регистър на хасове, зиамети, тимари в Никополския санджак от 1479 – 1480 г. Старите жители на селото са били павликяни. През късен период на турското владичество селото е управлявано от чаушин и носи името Чаушка махла.
Записът със славянско име в турския регистър от 17 век предполага, че селото е съществувало преди падането на България под османска власт.
Името Чау̀шка махла̀ на селото се запазва до 1934 г., когато е променено на Деляновци – вероятно по разпространеното в околността растение с диалектно име делянка (дилянка) или по родовото име на обитавал го към времето на промяната род.
Църквата „Света Параскева“ в село Чаушка махала (Деляновци) е построена през 1867 г.
Читалище в селото се учредява на 10 май 1928 г. с име първоначално „Просвета“, а по-късно променено на „Пробуда“. През първите години след създаването на читалището книжният фонд е беден. Средства се набират предимно от театрални представления, томболи, членски внос, помощи. Постепенно се закупуват нови книги и през 1985 г. библиотеката разполага с над 5 хиляди тома книги, както и много вестници и списания. Читалището развива театрална дейност. Първата представена пиеса е „Какъвто сватовника, такъв и годеника“. Представени са и картини от „Епопея на забравените“, „Хаджи Димитър“, „Цар Мурад“. Освен театрална дейност, читалищните ръководители организират коледуване.
Училище в село Чаушка махла (Деляновци) преди Освобождението не е имало. Първите сведения за учебна дейност (с един учител) в светско училище са от 1878/1879 г. Учебната дейност в селото не се води редовно поради липсата през някои учебни години на учител. През 1908 г. учителите са двама, а през 1922 г. се открива и пети клас. През учебната 1924/1925 г. в училището има двама учители в началния курс и двама в прогимназиалния. През следващите години прогимназиалният курс неколкократно се закрива и отново открива поради малкия брой на децата в селото. Нова училищна сграда е построена през 1930 г. През 1944/1945 г. се открива и седми клас. През 1966 г. прогимназиалният курс в дотогавашното Народно основно училище „Климент“ се закрива, а през 1968 г. е закрито и училището. През 2000 г. училищната сграда е отдадена от община Свищов за приватизиране чрез търг. 
Кредитна кооперация „Съгласие“ в село Деляновци е учредена през 1938 г. След 1944 г. освен кредитиране на населението, разширява дейността си с търговия с хранителни и промишлени стоки и изкупуване на селскостопански продукти. През периода 1945 – 1948 г. е кредитна кооперация „Спасение“. От 1948 до 1952 г. е всестранна кооперация, а от 1953 до 1957 г. – селска кооперация (селкооп). Преминава към потребителна кооперация „Съгласие“ – село Морава през 1958 г.

## Население
Преброяване на населението през 2011 г.
Численост и дял на етническите групи според преброяването на населението през 2011 г.:
|                     | Численост | Дял (в %) |
| Общо                | 150       | 100,00    |
| Българи             | 148       | 98,66     |
| Турци               | 0         | 0,00      |
| Цигани              | 0         | 0,00      |
| Други               | 0         | 0,00      |
| Не се самоопределят | 0         | 0,00      |
| Неотговорили        | 2         | 1,33      |

## Обществени институции
Кметство Деляновци е закрито през ноември 2011 г. Изпълнителната власт в село Деляновци към 2024 г. се упражнява от кметски наместник.
Читалище „Пробуда – 1928“ към 2023 г. е действащо.
В селото към януари 2024 г. има пощенска станция.

## Редовни събития
През октомври Народно читалище „Пробуда 1928“ организира Празник на родния край – традиционен празник на село Деляновци.

## Личности
Деляновци е родно място на Николай Газдов

## Кухня
Хлябът е всекидневна храна на хората. Той се приготвя от пшеничено, ръжено, ечемичено брашно. През годините на война хлябът е приготвян от царевично брашно. Качамакът също е приготвян от царевично брашно. Основно ястие е бобът, пълнените пиперки, супа от коприва, лопуш и др. От зелев сок се приготвя яденето „куркуда“ с люта чушка, лук и булгур.
За зимата се приготвят пипереница, кисело зеле, крушеница, сушени плодове за ошав. Месото се използва през зимния сезон.